# 横山起义
横山起义是1946年10月12日夜至，国民革命军陕北保安指挥部副指挥官胡景铎，在陕西省横山县发动所属部队起义投共。

## 背景
抗日战争胜利后，中国共产党领导的陕甘宁边区，处于国民政府四面围困中：
- 南有陕西关中的胡宗南的第一战区主力部队；
- 东有山西省主席阎锡山的第二战区部队。
- 西有宁夏马鸿逵的部队；
- 北有榆林-横山-三边等地的邓宝珊的晋陕绥边区总司令部；左协中的第22军下辖第86师、新11旅，共5个团；第22军副军长兼国民革命军陕北保安指挥部指挥官胡景通、副指挥官胡景铎的部队。[2]

其中，胡景通、胡景铎是陕西富平人，胡景翼的五弟、六弟。胡景铎自少年时倾向革命，曾提出投奔陕北红军，因其家庭背景被中共认为留在国民党军队中发展能发挥更大作用。1945年3月15日率领在家乡招收的500多名蒲富子弟和召集的胡家旧部官兵，共约千人，从庄里镇出发，经甘、宁、三边，长途跋涉40余天，于1945年5月初到达横山县波罗堡正式就任陕北保安指挥部副指挥官。1945年10月初通过绥德地委转交给西北局书记习仲勋的密信，请求派人来联系、支持起义。1946年初在波罗堡与西北局派来的师源秘密会面，表示不吃国民党的饭，要跟共产党走，坚决起义，把部队拉到解放区。1946年4月第二次与师源会面，师源传达了习仲勋的指示。1946年5月西北局决定接收胡景铎为中共正式党员并报请中共中央毛泽东主席批准，党龄从1946年7月1日计算；西北局指示绥德军分区抽调40余名军事干部经短期培训后，秘密派进胡部协助搞好起义准备工作。1946年6月毛泽东在延安枣园窑洞听取西北局书记习仲勋关于陕甘宁边区备战情况，特别是北线战役情况的汇报后指示：“要集中兵力组织北线战役，发动横山起义”。1946年6月为加紧进行起义的准备工作，胡景铎对营以上军官的政治态度作全面的分析，举办训练班。
1946年6月下旬，国共内战正式爆发，毛泽东批准陕甘宁边区北线战役的准备情况的汇报后指示：“要集中兵力组织北线战役，发动横山起义”。北线战役的三种行动方案；
1. 在八路军的支援下，力争横山起义取得全部胜利，胜利后乘势夺取榆林，彻底解决北线问题。
2. 起义虽然取得了胜利，但还不能对榆林组织有效的进攻，就先解放无定河以南地区，使榆林失去西南屏障，待条件许可时再进攻榆林。
3. 起义一旦出现难以控制的局面，胡景铎率领他的骨干部队立即撤出原防，进入边区，边区予以接应。

1946年8月下旬成立了陕甘宁晋绥联防军北线战役作战指挥部，联防军代司令员王世泰为总指挥、联防军副政委张仲良为政委，张贤约为副指挥，徐立清为政治部主任集中六个团的兵力，做好起义的接应工作。
1946年9月12日，西北局统战部白区工作处处长范明经石湾秘密潜入波罗堡会见胡景铎，传达西北局的指示，商议起义的具体计划。胡景铎向范明表示，完全同意西北局关于横山起义的方针和方案，并坚决表示：“我们就是要在党和革命尚有困难的时候参加革命，决不做蒋介石的一抔黄土；如果在革命形势顺利的情况下参加革命，或者在自己不得已的时候才起义，那还有什么光彩?” 
1946年9月中旬胡景铎在干训班作“精神讲话”，为起义作思想准备，遭到军统察觉。1946年9月下旬陕北保安指挥部指挥官胡景通电召胡景铎去榆林，被严厉责问：“你在波罗堡都搞了些什么名堂？是不是要断送我在陕北十几年的苦心经营？你带来的那一杆子人是不是别有所图？你还办什么军干班，是何用心？”胡景铎被借故寇押在榆林。1946年10月2日，胡景铎设法离开榆林，于次日凌晨回到波罗堡。10月5日习仲勋召集王世泰、张仲良、徐立清等开会，研究北线战役的军事部署和作战计划，决定10月13日发动横山起义。
1946年10月11日，国民党傅作义部队攻占晋察冀边区首府张家口，震惊海内外，蒋介石于当天下午宣布召开“国大”。此时东北国军的进攻也达到了历史巅峰。

## 经过
1946年10月12日入夜，胡景铎在波罗堡以召集会议的名义，将反对起义的参谋主任薛宏道、参谋主任黑幼承、第三大队队长高乐天、政训官武之缜等人集中软禁；召开军官会议，发布起义命令，调动部署。10月13日晨，迎接范明率领的八路军接应部队新编第四旅1个连带1部电台及50余名干部进城，上午七时召集全体官兵（约600人）大会，正式宣布起义，发表《反对蒋胡卖国内战消灭异已为和平建国而奋斗》的通电，改编为西北民主联军骑兵第六师。10月14日中共中央、西北局发来贺电，并任命胡景铎为新组建的西北民主联军骑兵第六师师长。
10月13日，波罗堡北面的海流兔庙的第22军新编第11旅骑兵连连长杨汉三（中共党员）率部起义投奔波罗堡。  
10月13日凌晨，插入陕甘宁边区北线的尖刀石湾，保安第九团团副张亚雄（中共党员）、军需主任范止英、机枪中队队长许秀歧（中共党员）、三队队长丁彦荣等人率领所部600余人，打开城门迎接八路军绥德军分区副政委高朗亭率领的接应部队：绥德军分区警备三营和游击队共400余人进城，包围了保九团团部、国民党绥德子长县“联合党部”及县武装200余人，迫使保九团团长张子亚于13日中午12时投降。  
10月13日在高镇，保九团副团长秦悦文和第二大队大队长吴凤德也宣布起义。高镇附近的吴家园侧、油房头各据点也参加了起义。
10月13日起，八路军先后攻克镇川城西北角、薛家寨、鱼河堡、吴家园子、麒麟沟等据点，并扫除武家坡、横山敌外置据点。14日全部占领镇川、武家坡、鱼河堡，我军遂一面配合起义部队包围响水堡，一面向吴庄、兴隆寺、旧寨、安崖地等地进攻。15日攻克万佛洞、乌龙山。 
10月16日第二十二军独立骑兵团团长王永清率所部2000余人起义。
10月21日八路军与起义部队攻打无定河以南唯一残存的据点响水堡，第22军2个营由榆林南下驰援。八路军以一部兵力监视响水堡，主力北移打援，当晚于无定河北岸白界经4小时战斗将援军全歼。21日，攻克响水堡。迫使临近的五龙山、殿市、韩家岔、横山城的几个保安中队相继起义，北线战役结束。至此，新编第十一旅和第二十二军部分官兵共5000余人脱离内战战场走上革命道路。
11月4日在武镇广场举行庆祝西北民主联军骑兵第六师成立典礼，宣誓就任师长职并发表骑六师成立通电。11月27日任新成立的榆横行政区（辖横山、镇川两县）政务委员会主任。11月29日在武镇前川广场举行的南下延安动员大会上，宣布毛泽东主席的命令。11月30日，骑兵师二团首先出发南下。12月4日，第二梯队从武镇出发南下，6日到达绥德出席绥德各界欢迎大会并致答谢词。12月17日率部到达延安，受到延安党政军领导和群众的热烈欢迎。12月18日在延安各界举行的欢迎晚会上作骑六师起义经过及目的的报告。12月21日晚7时半，在新华广播电台向全国发表演讲，痛斥蒋介石内战独裁、残害人民的种种罪行，号召三秦子弟和全国一切正义力量团结起来，打倒蒋介石、胡宗南，为实现和平、民主、独立而斗争。12月24日 受到毛泽东主席和刘少奇、周恩来、朱德、任弼时、彭德怀等中央领导人的接见，-->毛泽东高度评价了骑六师起义的意义。 
八路军教导旅第1团攻击横山城未克，后派人进行政治争取，10月16日守军第22军独立骑兵团王永清（王锁子）、副团长邬板定及地方势力500多人，经胡景铎做说服工作，参加起义。该团原为国军22军骑兵第6师第17团，1945年10月撤销骑6师番号后，王团成为22军直属骑兵团。横山起义后，该团调往榆林县乌拉耳林。1946年10月下旬王永清率部反叛，发生“乌拉耳林事件”，伊克昭盟工委书记和乌审旗工委书记等九人，王永清诱捕移送22军榆林监狱关押。 

## 结局
北线战役和横山起义胜利的直接结果是：12万居民、2万平方公里土地被八路军解放。国军在北线丧失了25个坚固据点，40多个连的兵力。 
1946年11月4日在武镇前川广场举行“西北民主联军骑兵第六师”成立典礼，发表骑六师成立通电，胡景铎就任师长，范明就任师政治部主任、师党委书记（从策略上考虑，为与八路军有所区别，不设政委），绥德地委统战部副部长师源就任师政治部副主任。
1946年11月27日 任新成立的榆横政务委员会，辖横山、镇川两县，胡景铎就任政务委员会主任。
由于横山起义中的王锁子团叛变和起义后个别连队企图叛变，毛泽东决定骑兵六师南下延安整训。1946年11月29日在武镇前川广场举行南下延安动员大会上，宣布毛泽东主席的命令。11月30日与12月4日分成两个梯队从武镇出发南下。12月17日到达延安。12月24日，毛泽东、刘少奇、周恩来、朱德、任弼时、彭德怀、西北局书记习仲勋、邓颖超、康克清、王世泰等接见了胡景铎等起义部队的营以上干部。
12月底，西北局决定由杨拯民（杨虎城之子）接替范明任骑兵六师政治部主任、师党委书记
1947年1月1日 骑六师在延安举行“打回关中去，解放大西北”誓师大会。1947年2月3日黄龙游击队的5个队编入骑六师。2月8日骑六师赴甘泉县清泉沟整训。1947年5月22日解放旬邑。